# Neverne bebe
Neverne bebe (serbisch-kyrillisch Неверне бебе; Untreue Babys) sind eine serbische Rockband.

## Werdegang
Gegründet wurde die Band 1993 vom ehemaligen Nova-Zemlja-, Smak- und Frenki-Keyboarder Milan Đurđević. Zur Gruppe gehörten der Bassist Vladan Đurđević, Gitarrist Bane Jelić, Schlagzeuger Čeda Macura und der Sänger Billy King. Der erste Auftritt fand am 4. April 1993 in Belgrad statt. Das Debütalbum Neverne bebe I wurde 1994 veröffentlicht. Auf dem Album waren unter anderem die Hits Veliki je bog und 1000 godina. 
Nach dem Erfolg des ersten Albums verließen Macura and Jelić die band. Neu dazu kamen Gitarrist Saša Ranđelović, Schlagzeuger Dušan Šubarević und die Sängerin Gorica Ponjavić. Die neu formierte Band hielt ihr erstes Konzert am 25. Mai 1994 in Podgorica. 1996 begann die Arbeit am zweiten Studioalbum. Ende 1996 verließ Billy King die Band und wurde von Aleksandar Tasić ersetzt. Im August 1997 verließ der Schlagzeuger Šubarević die Band. Als Ersatz kam Goran Marinković. 1997 erschien das zweite Album Neverne bebe II mit der Ballade Dvoje.
2001 erschien das dritte Album Neverne bebe III - Južno od sreće (Untreue Babys III - südlich des Glücks). 
2003 gab es wieder eine Umbesetzung, da Gorica Ponjavić, Aleksandar Tasić und Goran Marinković die Band verließen. Als Ersatz kamen die beiden Sängerinnen Jelena Pudar und Jana Šušteršič und der Schlagzeuger Duca Ivanišević. 2004 erschien das Album Dvoje - Best Of mit Neuaufnahmen voriger Lieder und zwei neuen Veröffentlichungen.
2005 wurde Ivanišević durch Vladimir Ružičić ersetzt. 2006 war die Band Vorgruppe für das Belgrader Konzert von Toto. Das fünfte Album ... Iza oblaka (...hinter den Wolken) erschien 2007. 
2011 verließ Jana Šušteršič die Band und wurde von Tijana Sretković ersetzt.

## Diskografie

### Studioalben
- 1994: Neverne bebe I
- 1997: Neverne bebe II
- 2001: Neverne bebe III - Južno od sreće
- 2007: Neverne bebe V - ...Iza oblaka
- 2012: Neverne bebe VI - Praštam

### Kompilationen
- 2003: Neverne bebe IV - Dvoje - Best Of

## Auszeichnungen
- 2001: "Best Rock Album" (Neverne bebe III - Južno od sreće) beim Herceg Novi Music Festival
- 2004: "Song of the Decade" ("Dvoje") beim Radijski festival
- 2004: "Best Rock Album" (Dvoje - Best Of) beim  Herceg Novi Music Festival
- 2005: "Great Contribution to Rock 'n' Roll" bei der Beovizija
- 2006: "Best Rock Band" at Beovizija
- 2007: "Single of the Year" ("Da ima nas") bei der Beovizija
- 2007: "Band of the Year" beim Radijski Festival
- 2008: "Pop-Band of the Year" bei der Beovizija